# Francesco Robba
Francesco Robba (* 1. Mai 1698 in Venedig; † 24. Januar 1757 in Zagreb) war ein italienischer Bildhauer des Barocks.

## Leben
Francesco Robba erhielt seine Ausbildung in der Werkstatt des venezianischen Bildhauers Pietro Baratta 1711 bis 1716. Im Jahre 1720 zog er nach Ljubljana, um mit dem slowenischen Meister Luka Mislej zu arbeiten und heiratete dessen Tochter Theresa im Jahr 1722.
In dieser frühen Zeit zeigten seine erste Marmorstatuen und Reliefs noch den Einfluss von Pietro Baratta. Als Mislej im Jahre 1727 starb, übernahm Robba seine Werkstatt und seinen Kundenstamm. Bald erwarb sich Robba einen eigenen Ruf und erhielt prestigeträchtige Aufträge von kirchlichen, adeligen und bürgerlichen Förderern. Bereits im Jahr 1729 wurde seine Arbeit in einem Brief an den Fürsten Imre Esterházy de Galántha, Erzbischof von Esztergom durch den Rektor des Jesuitenkollegs in Zagreb, Francesco Saverio Barci, gelobt.
Ab 1727 zeugen seine Werke von einer wachsenden Selbstbewusstheit. Seine technische Virtuosität zeigt sich im emotionalen Ausdruck und den raffinierten Formen seiner Skulpturen.

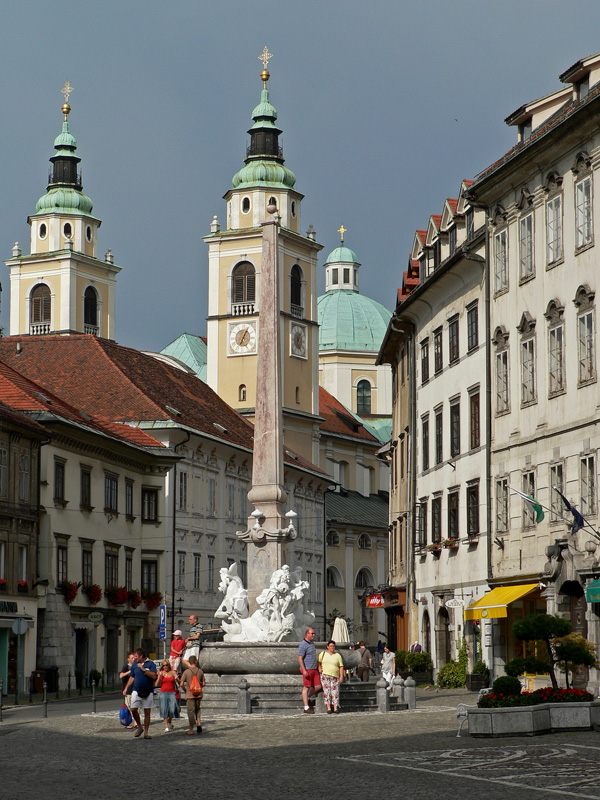
Der Brunnen der drei Flüsse der Krain, Ljubljana

Er wurde von Ljubljana als Ehrenbürger anerkannt. Im Jahre 1743 wurde er in den externen Rat der Stadt gewählt. Im Jahre 1745 wurde er zum „Staats-Ingenieur“ der Krain ernannt. Während dieser ganzen Zeit verlor er nicht den Kontakt mit Venedig, da er seine Heimatstadt mehrfach besuchte. Dies ermöglichte ihm mit der barocken Bildhauerszene in Mittelitalien und Rom in Kontakt zu bleiben.
Die vorherrschende Ansicht war, dass Robba 1755 Ljubljana nach Zagreb verließ, wo er am 24. Januar 1757 starb. Laut einem 2001 von Blaž Resman veröffentlichten Artikel hatten neue Dokumente gezeigt, dass Robba auf einer kurzen Arbeitsreise in Zagreb verstarb, sein Wohnsitz und seine Werkstatt verblieben dabei aber in Ljubljana.

## Werke (Auswahl)
Das bekannteste Werk von Francesco Robba ist der Brunnen der drei Flüsse der Krain, inspiriert von Berninis Brunnen der vier Flüsse auf der Piazza Navona in Rom inspiriert. Weitere Werke sind der Narziss-Brunnen in Ljubljana, Altar und Statuen (1736) in der Jakobs-Kirche in Ljubljana, ein Altar in der Kathedrale des Heiligen Nikolaus (Ljubljana), ein Altar in der Franziskanerkirche Mariä Verkündigung (Ljubljana), eine Statue des Hl. Johannes Nepomuk in Klagenfurt, ein Altar in der Pfarrkirche in Vransko und der Marmorboden im großen Wappensaal des Landhauses Klagenfurt.

### Robba-Brunnen
Der Brunnen der drei Flüsse des Landes Krain, erbaut zwischen 1743 und 1751 vor dem Laibacher Rathaus auf dem Stadtplatz (Mestni trg), ist eines der bekanntesten Barockdenkmäler in Ljubljana. Die drei Figuren von Flussgöttern auf dem Brunnen symbolisieren wahrscheinlich drei Flüsse des Landes Krain: Ljubljanica, Save und Krka. Im Grundriss hat der Brunnen die Form eines Dreiblatts oder alten Stadtsiegels.